# Green Milk from the Planet Orange
Green Milk from the Planet Orange (GMFTPO) est un groupe de rock progressif japonais, originaire de Tokyo.

## Biographie
Green Milk from the Planet Orange est initialement un groupe provenant la scène grindcore/alternative nippone. À cette période appelé No Rest for the Dead, c'est lorsque le groupe se dissout que deux des membres actuels de GMFTPO décident de rechercher un nouvel horizon sonore. Pendant que A continue sa carrière avec un groupe de nom Cliff 14, Dead K se contente d'enregistrer ses propres compositions/expérimentations chez lui. DK_AND_ART, le nom de son projet, présente un son nouveau qu'il désire utiliser dans un vrai groupe, Green Milk From The Planet Orange, qui se veut résolument être en quête d'une nouvelle vision du rock progressif.
En 2001, DK sort sa première démo, Switch On. Peu de temps après la dissolution de Cliff 14, Dead K et A se retrouvent à nouveau et ce dernier se joint à son ancien ami dans ce nouveau projet. À la fin 2001, Benjian, alias B, se joint au duo en tant que bassiste. Depuis, plusieurs disques sont sortis. En 2001 sort le vinyle The Shape of Rock to Come, suivi d'un premier album, intitulé Birth of the Neo Trip, en 2002. En 2003, Benjian est remplacé par T. La même année, ils décident de partir produire un nouvel album aux États-Unis mais sans succès, et reviennent à Tokyo. Ils signent l'année suivante, en 2004, au label de Portland, Beta-lactam Ring Records, et y publient l'album He's Crying Look. Courant 2007, T quitte à son tour le groupe, qui lui trouve finalement un remplaçant en juillet 2008, en la personne de Margarette H, un jeune bassiste tokyoïte de 20 ans. Le groupe se sépare en 2008 à cause de différents entre A et Dead K. En 2010, Dead K forme le groupe (((REBELREBEL ON REBELREBELS))), avec notamment T à la basse.
Le groupe se reforme en décembre 2016 avec les deux membres et un nouveau bassiste nommé Wadamori Yu. En 2017, le groupe tourne aux États-Unis. 

## Membres

### Membres actuels
- A - batterie, claviers, chant (2001-2008, depuis 2016)
- Dead K - guitare (2001-2008, depuis 2016)
- Wadamori Yu - basse (depuis 2016)

### Anciens membres
- Benjian - basse (2001-2003)
- T - basse (2003-2007)
- Margarette H - basse (2008)

## Discographie
- 2001 : The Shape of Rock to Come
- 2002 : Birth of the Neo Trip
- 2004 : He's Crying Look
- 2004 : A Day in the Planet Orange (démo CDR)
- 2005 : City Calls Revolution
- 2006 : Kuruucrew vs GMFTPO (split)
- 2006 : You Take Me to the World
- 2019 : Third
- 2024 : Let's Split (裂けても) (split)